# Massimo Mariotti
Pour les articles homonymes, voir Mariotti.
Massimo Mariotti (né le 8 avril 1964  à Grosseto) est un entraineur et ancien joueur italien de rink hockey.

## Biographie
Actuellement, en 2015, Massimo Mariotti est l'entraineur de l'équipe nationale italienne de rink hockey.